# Wolfstein (Šluknovská pahorkatina)
Wolfstein (německy doslovně Vlčí kámen) je vrch o nadmořské výšce 393 m na území velkého okresního města Sebnitz v zemském okrese Saské Švýcarsko-Východní Krušné hory v Sasku.

## Charakteristika
Wolfstein leží v německé části Šluknovské pahorkatiny (Lausitzer Bergland) a její mesogeochoře Jihozápadní hornolužická vrchovina (Südwestliches Oberlausitzer Bergland). Nachází se v Sebnitzském lese na severozápadním svahu Kamenného vrchu (německy Steinhübel), jehož vrchol o nadmořské výšce 448 m leží v dolních Mikulášovicích. Geologické podloží tvoří lužický granodiorit, který je ve vrcholové části rozpukaný na rozsáhlé balvany vytvářející kamenné moře s menšími jeskyněmi. Převládajícím půdním typem je podzolová kambizem. Voda z návrší je odváděna do hraničního Vilémovského potoka. Wolfstein je zalesněný, přičemž v porostu převažuje smrk ztepilý (Picea abies). Nachází se na území evropsky významné lokality Sebnitzer Wald und Kaiserberg. Kolem Wolfsteinu prochází stezka Alte Wölmsdorfer Straße (Stará vilémovská silnice), která jižně od vrcholu odbočuje z Alte Nixdorfer Straße (Stará mikulášovická silnice) a která spojuje město Sebnitz s Vilémovem.

## Galerie

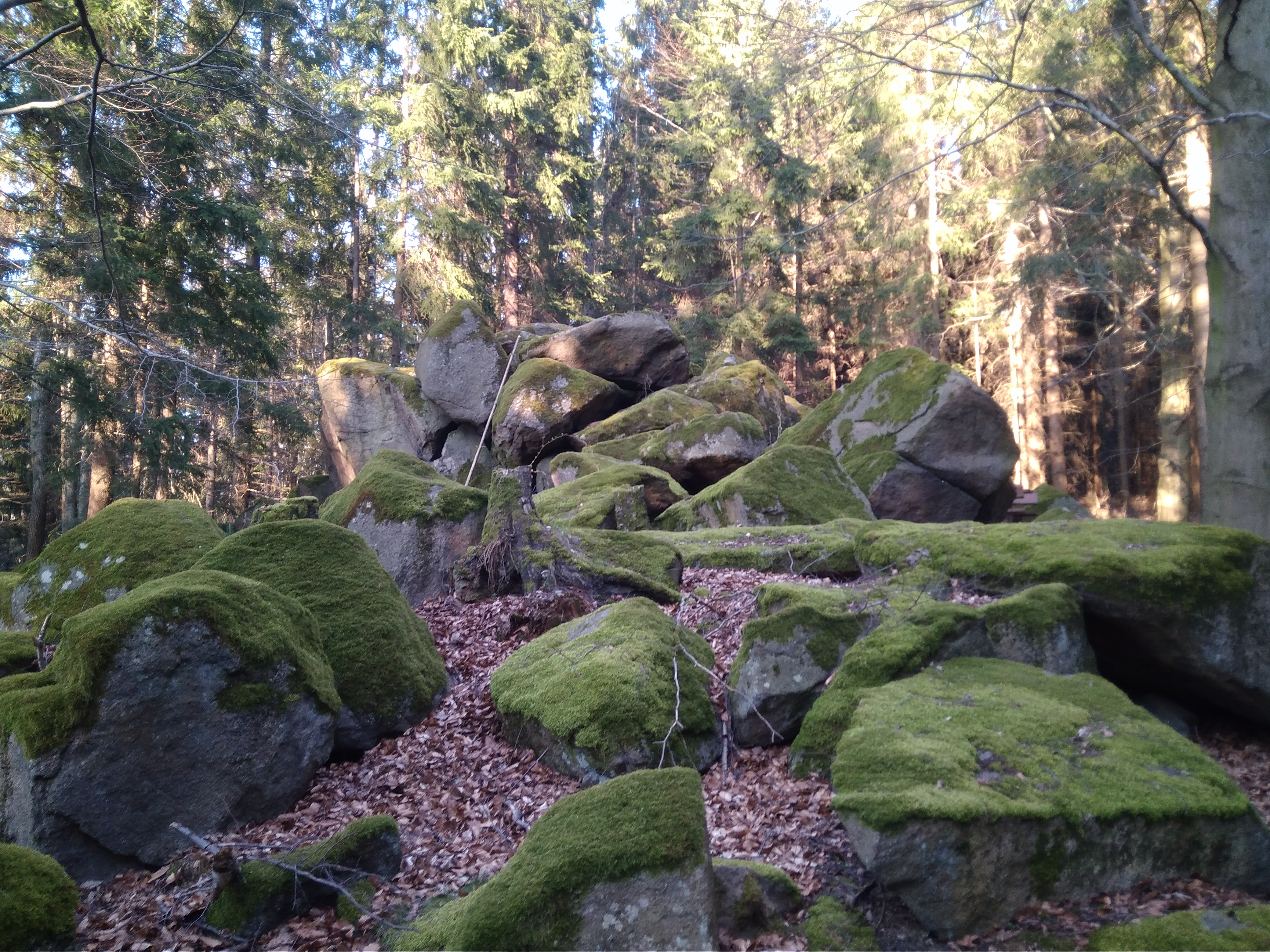
Kamenné moře
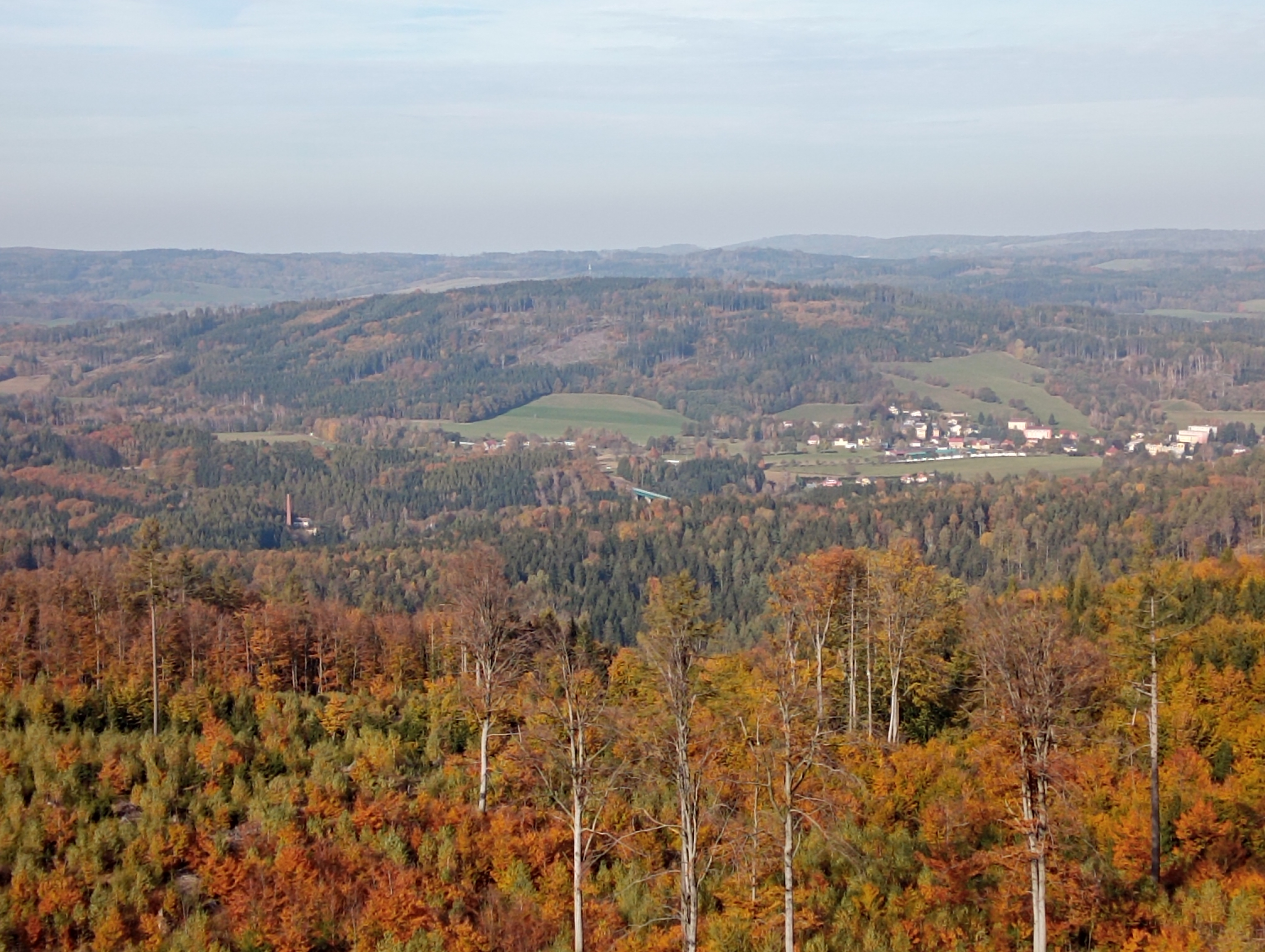
Wolfstein (uprostřed snímku) v Sebnitzském lese
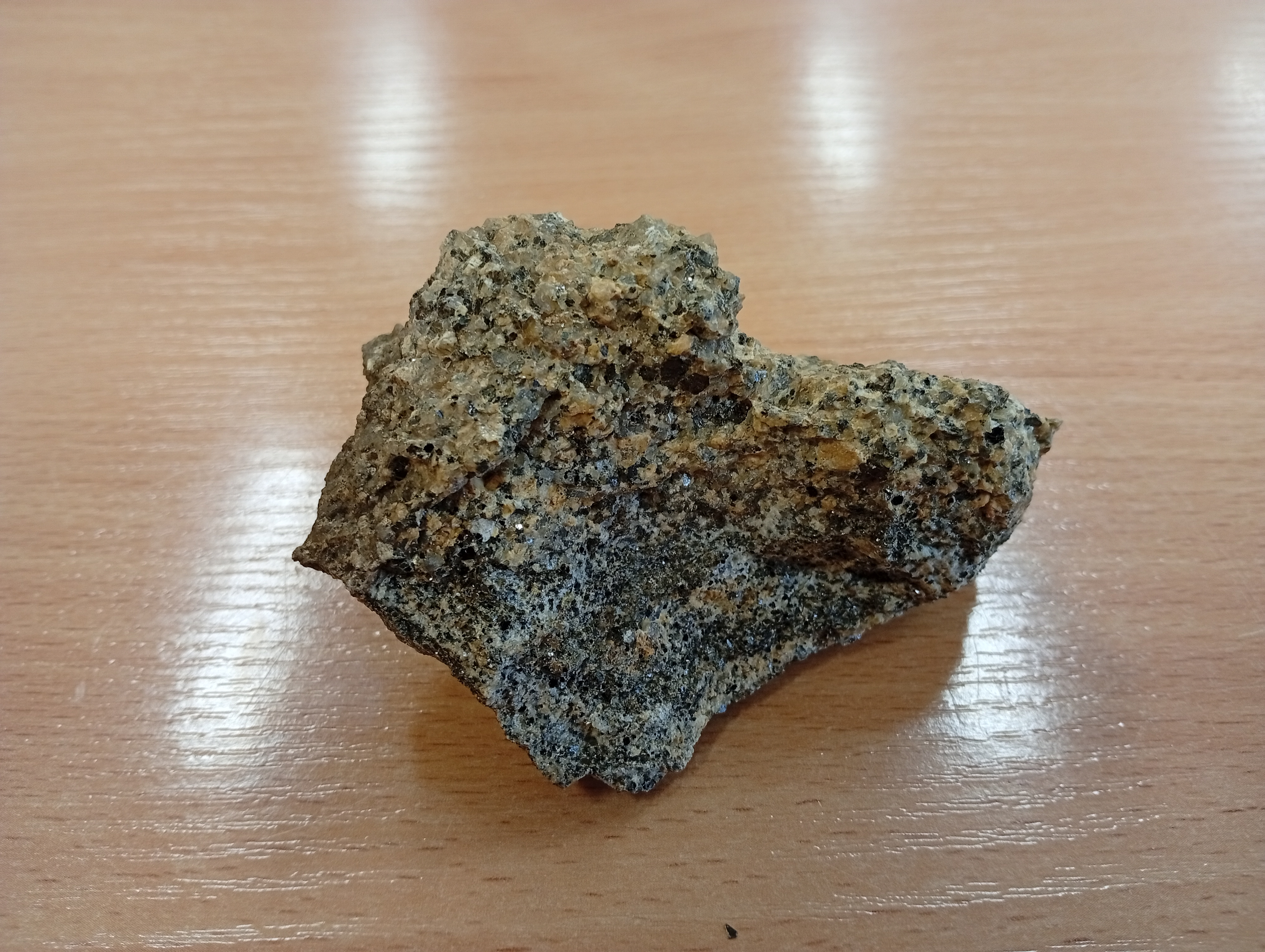
Lužický granodiorit s xenolitem biotitické ruly